# 도그맨 (2023년 영화)
《도그맨》(영어: Dogman)은 2023년 개봉한 프랑스의 액션 드라마 영화이다. 뤼크 베송이 감독과 각본을 맡았다. 제80회(2023년) 베네치아 영화제 황금사자상 경쟁후보작이다.

## 줄거리
영화 <도그맨>은 트럭 가득 개들을 태우고 운전하던 남성 더그가 뉴저지에서 체포되면서 시작된다. 정신과 의사 에블린은 경찰서로 파견되어 그를 심문하게 되고, 더그는 회상 형식으로 자신의 삶을 이야기한다. 그는 아버지에게 학대받으며 다리를 쓰지 못하게 된 어린 시절, 셰익스피어를 가르쳐준 연극 선생님 살마와 사랑에 빠졌던 청소년 시설 시절, 그리고 수많은 개들을 훈련시켜 보석이나 귀중품을 훔치고 위기에 처한 사람들을 돕는 현재의 모습까지 다양한 삶의 단면들을 털어놓는다. 더그는 또한 카바레에서 드랙퀸으로 활동하며 공연을 해왔다는 사실도 밝힌다. 즉, 영화는 더그의 과거와 현재를 교차하며, 폭력적인 환경 속에서 살아온 한 남자가 개들과 함께하며 자신의 방식으로 세상을 헤쳐나가는 이야기를 그린다.

## 출연
- 케일럽 랜드리 존스/링컨 파월(아역) - 더글러스 먼로
- 조조 T. 깁스 - 에블린
- 크리스토퍼 데넘 - 애커먼
- 클레멘스 시크 - 마이크 먼로
- 그레이스 팔마 - 살마 베일리
- 머리사 베런슨 - 귀족 여성
- 존 찰스 애길라 - 엘 베르두고
- 알렉산더 세티네리 - 리치 먼로
- 마이클 가르사 - 후안

## 기타
- 수입사 :  엣나인필름